# Theodore Van Kirk

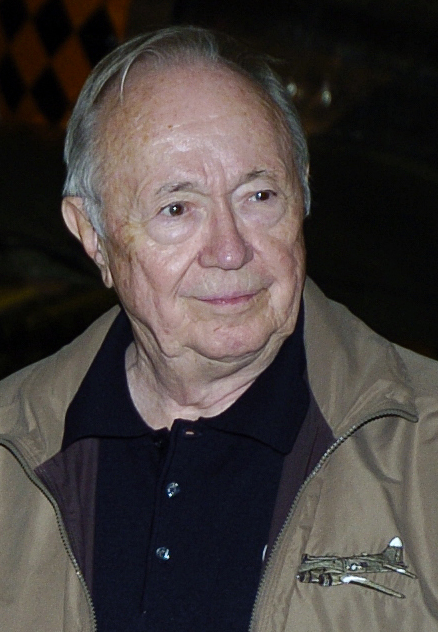
Theodore „Dutch“ Van Kirk (2004)

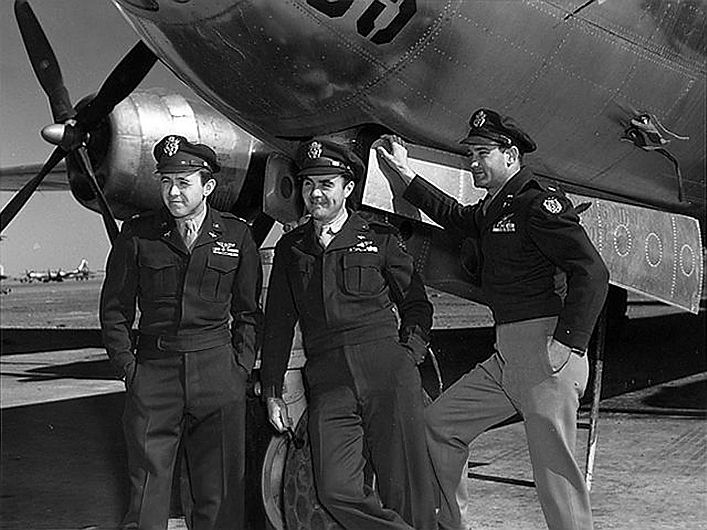
Theodore Van Kirk (links, Navigator) mit Paul Tibbets (Mitte, Pilot) und Thomas Ferebee (rechts, Bombenschütze) vor dem Bomber Enola Gay am 6. August 1945

Theodore Jerome „Dutch“ Van Kirk (* 27. Februar 1921 in Northumberland, Pennsylvania; † 28. Juli 2014 in Stone Mountain, Georgia) war ein US-amerikanischer Luftwaffenoffizier, zuletzt im Rang eines Majors. Bekannt ist er durch seine Funktion als Navigator des B-29-Bombers Enola Gay beim Atombombenabwurf auf Hiroshima am 6. August 1945.

## Leben
Van Kirk wuchs auf einer Farm als Sohn von Frederick F. Van Kirk (1901–1969) und dessen Frau Grace Florence Van Kirk (geborene Snyder, 1901–1944) auf. Im Oktober 1941 bewarb er sich als Pilot bei den United States Army Air Forces, wurde für diese Position jedoch abgelehnt. Stattdessen war er während des Zweiten Weltkriegs als Navigator bei Flugmissionen im Vereinigten Königreich tätig. Er gehörte zur Crew der Red Gremlin, einer Boeing B-17 Flying Fortress, die im November 1942 Dwight D. Eisenhower, damaliger Leiter des Allied Force Headquarters, nach Gibraltar flog in Vorbereitung auf die Operation Torch in Französisch-Nordafrika. Im Anschluss an 58 Einsätze in Europa und Nordafrika arbeitete Van Kirk als Ausbilder für Flugnavigation auf verschiedenen Luftwaffenbasen in den Vereinigten Staaten.
Der mit ihm befreundete Paul Tibbets verschaffte ihm den Posten als Navigator der Enola Gay. Die Crew bereitete sich in Wendover, Utah, auf ihren Einsatz in Japan vor. Der 1700 Meilen (ca. 2700 km) lange Flug über 6 ½ Stunden ins Einsatzgebiet startete von der Insel Tinian. Nach dem Abwurf der Bombe Little Boy um 08:15 Uhr Ortszeit aus einer Höhe von rund 9500 m verblieben der Mannschaft 43 Sekunden bis zur Detonation, bei der die Stadt Hiroshima nahezu komplett zerstört wurde und schätzungsweise rund 70.000 Menschen unmittelbar ums Leben kamen. In einem Interview mit dem Nachrichtenmagazin Der Spiegel im Jahr 2005 antwortete Van Kirk unter anderem auf die Frage, ob er den Einsatz bereue: „Ich bin nicht stolz auf all die Toten, aber wie sonst gewinnen Sie einen Krieg? Wenn man niemanden töten will, sollte man keinen Krieg anfangen. Ich glaube, Leute, die Krieg anfangen, sind verrückt. […].“ Gegenüber dem britischen Sunday Mirror verneinte Van Kirk im Jahr 2010 deutlicher, dass er den Einsatz bedauere, und lehnte eine Entschuldigung bei den Opfern kategorisch ab. Kurz nach der Kapitulation Japans war er eigener Aussage zufolge nach Tokio und Nagasaki geflogen, um einen Eindruck von den betroffenen Städten gewinnen zu können. Er sei erstaunt gewesen, „wie schnell die Japaner die Stadt wieder aufgeräumt hatten.“ Für seinen Einsatz wurde Van Kirk mit dem Distinguished Flying Cross ausgezeichnet. Zudem war er Träger des Silver Star und mehrfacher Träger der Air Medal.
Im Zivilleben graduierte Van Kirk in Chemieingenieurwesen an der Bucknell University in Lewisburg und arbeitete anschließend 35 Jahre lang für das Chemieunternehmen DuPont. Er lebte in verschiedenen Städten in den Vereinigten Staaten, darunter in Niagara Falls und im kalifornischen Novato.
Van Kirk war zweifacher Witwer und Vater von zwei Söhnen und zwei Töchtern. Er starb als letztes Mitglied der Crew der Enola Gay im Alter von 93 Jahren. Sein Grab befindet sich auf dem Riverview Cemetery seines Heimatorts Northumberland.